# Геновева
Геновева (мађ:Genovéva) је женско име које је веома ретко у употреби. Порекло јој је или келтско а исто тако и германско. Највероватније први део имена представља припадност нацији а други део представља жену.

## Имендани
- 3. јануар.

## Познате личности
- Света Геновева - (мађ:Szent Genovéva), заштитница Париза